# اولشکی
شهر اولشکی (به اوکراینی: Олешки) در استان خرسون در کشور اوکراین واقع شده‌است. جمعیت این شهر ۲۴٬۱۲۳ نفر  است.

## نگارخانه

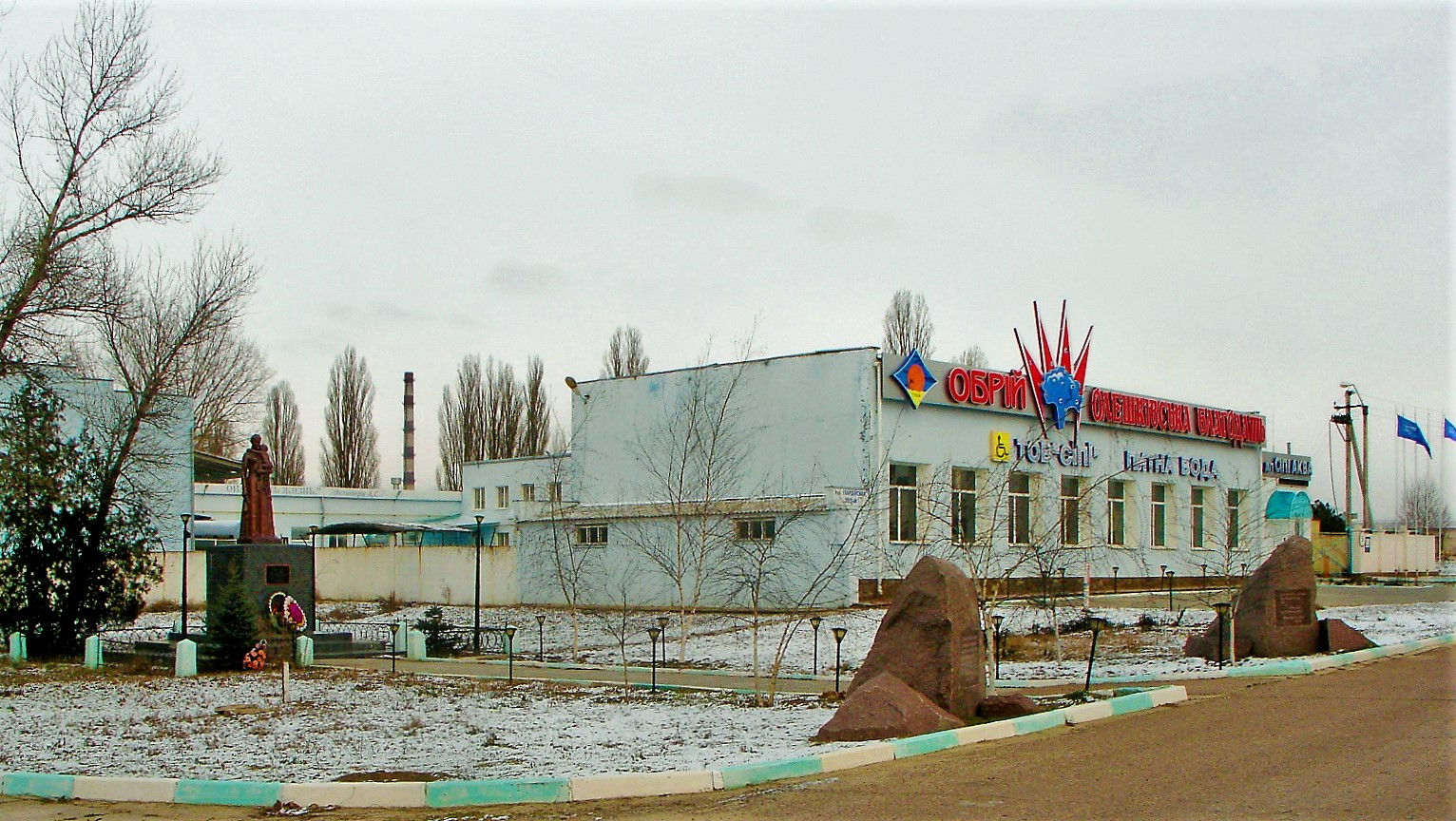
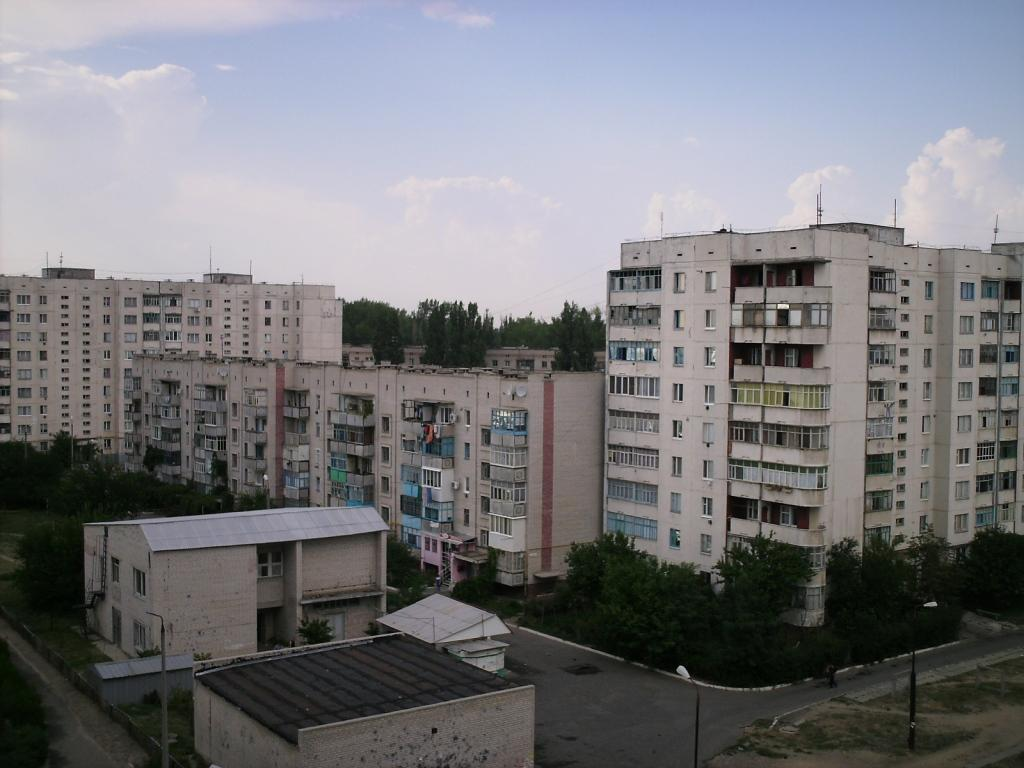
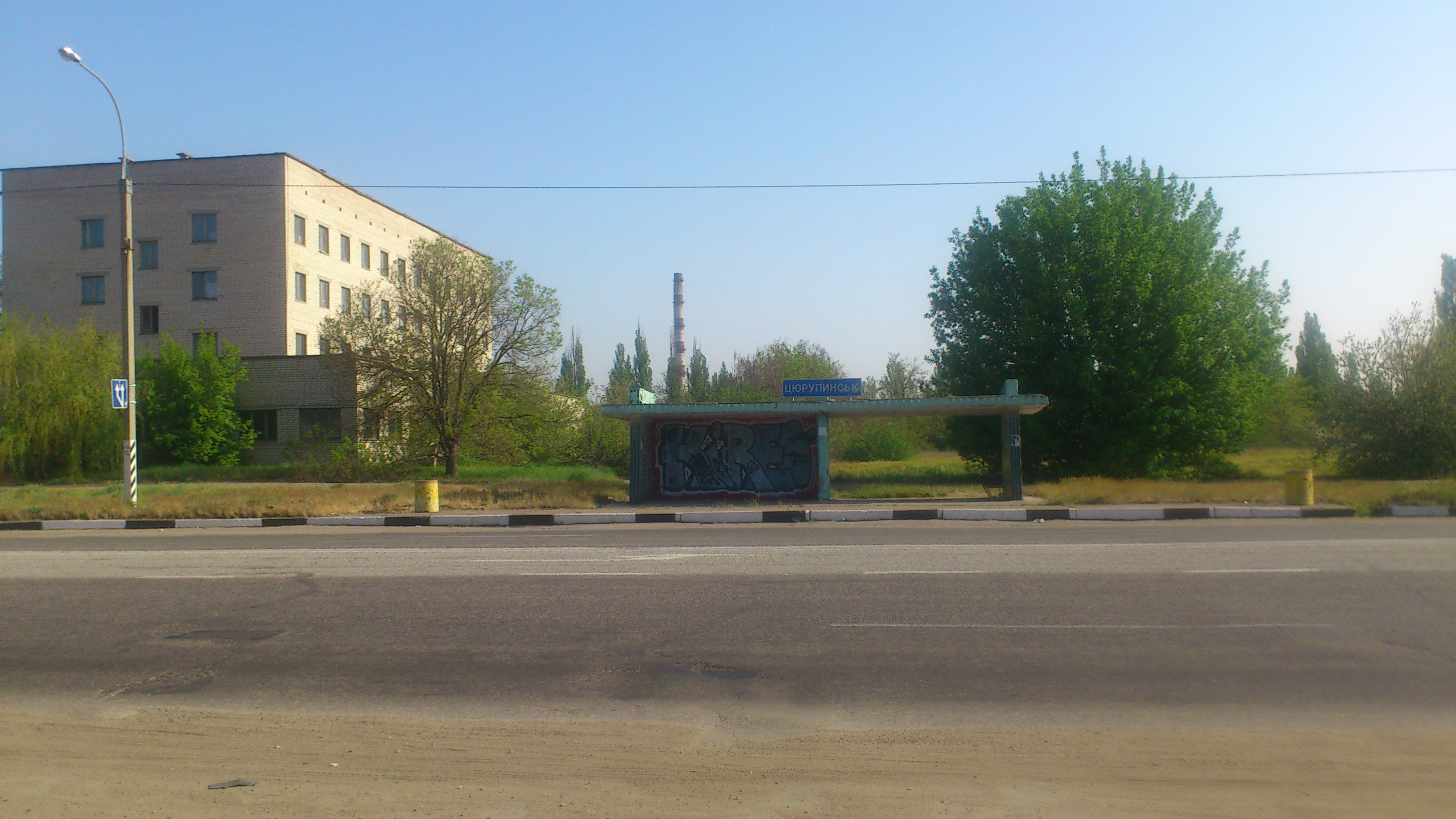